# Nuno Gil
Nuno Gil Jácome Santos (ur. 1980 w Viana do Castelo) − portugalski aktor filmowy, teatralny i telewizyjny.

## Wczesne lata
Urodził się w Viana do Castelo. W 2000 uczęszczał do Escola Superior de Música e Artes do Espectáculo (ESMAE) w Porto. Naukę kontynuował w Barcelonie. W 2002 otrzymał stypendium z Fundacji Oriente i Kyoto Arts Centre (KAC) na studia teatralne i technik tańca Butō w Kioto w Japonii. W tym samym roku dołączył do zespołu tanecznego Shizuku w Tokio. Uczęszczał na kurs tańca pod kierunkiem Kazuo Ohno i Akiko Fujimoto. W 2003 ukończył Real Escuela Superior de Dramatic Art (RESAD) w Madrycie. W 2006 ukończył Lizbońską Szkołę Teatralną i Filmową.

## Kariera
Debiutował na ekranie w dramacie Corte de Cabelo (1995). Pod pseudonimem Nuno Santos znalazł się w obsadzie dramatu kryminalnego Antarktyda
(Antártida, 1995) u boku Ariadny Gil i Johna Cale’a. Po gościnnym występie jako John w wojennym serialu komediowym Rádio e Televisão de Portugal Major Alvega (1998), występował jako Luizinho Monteir w portugalskiej telenoweli RTP1 Os Lobos (1998−1999). 
Grywał też na deskach teatralnych. W 2004 zdobył nagrodę promowaną przez Centro Nacional de Cultura, za przeprowadzenie szkolenia autorską metodą treningu aktorskiego Tadashiego Suzuki. W 2005 otrzymał nagrodę krytyków, przyznaną obsadzie spektaklu Luz na Cidade, wystawionym w Teatro Aberto. W dramacie psychologicznym Odete (2005) wcielił się w postać Ruiego, homoseksualisty cierpiącego po śmierci ukochanego. Pojawił się następnie w wojennym filmie 20,13 (2006) jako Alferes Pizarro oraz dramacie Efeitos Secundários (2008) jako surfer Bruno. Powrócił na mały ekran w roli José „Zé” Marii Cabrity w telenoweli TVI Anjo meu (2011-2012). W serialu TVI Mundo ao Contrário (2013) grał postać Diogo Machado. W telenoweli RTP1 Água de Mar (2014-2015) otrzymał rolę Thiago Feliciano. W rosyjsko-portugalskim serialu historycznym Mata Hari (2017) z Aleksiejem Guśkowem został obsadzony w roli Sailora. Grał Samuela w telenoweli TVI Prisioneira (2019).

## Filmografia

### Filmy
- 1995: Corte de Cabelo
- 2006: HermanSIC jako on sam
- 2006: 20,13 jako Alferes Pizarro
- 2006: Odete jako Rui
- 2007: Eadem jako Lucas Moacir
- 2007: Instantes jako Joca
- 2007: Cartaz jako on sam
- 2011: Efeitos Secundários  jako Bruno, surfer
- 2011: A Divisão Social do Trabalho − Adam Smith
- 2011: Gala Cidade dos Sonhos jako on sam
- 2012: Ensaio jako Marco
- 2013: Quarta Divisão
- 2014: Dancers
- 2015: Lembrança Tardia

### Seriale TV
- 1998: Major Alvega jako John
- 1998-1999: Os Lobos jako Luizinho
- 2011: Liberdade 21
- 2011-2012: Anjo Meu jako José „Zé” Maria Cabrita
- 2013: Família Açoreana jako Pedro
- 2013: Maison close jako Remy/Rémy/wybredny klient
- 2013: Mundo ao Contrário jako Diogo Machado
- 2013-2014: Os Filhos do Rock jako Joel
- 2014: Bem-Vindos a Beirais jako Cláudio Melo
- 2014-2015: Água de Mar jako Thiago Feliciano